# Walsrode
Walsrode é uma cidade da Alemanha localizada no distrito de Heidekreis, estado de Baixa Saxônia.